# Samsung Galaxy Z Flip 3
Samsung Galaxy Z Flip 3 (стилизованный под Samsung Galaxy Z Flip3, на некоторых территориях продается как Samsung Galaxy Flip 3) - складной смартфон, входящий в серию Samsung Galaxy Z. Он был представлен Samsung Electronics 11 августа 2021 года на мероприятии Samsung Unpacked вместе с Z Fold 3. Он является преемником Samsung Galaxy Z Flip, хотя его назвали Flip 3, чтобы соответствовать брендингу сопутствующей модели Fold.

## Технические характеристики

### Дизайн
Z Flip 3 использует ту же конструкцию, что и первый Z Flip, с алюминиевой рамкой, имеет 6,7-дюймовый дисплей, защищенный ультратонким стеклом производства Samsung, который может складываться в пространство размером 4,2 дюйма. Когда он сложен, логотип Samsung появляется в центре шарнира. Дизайн и расположение логотипа идентичны предыдущей модели Samsung Galaxy Z Flip. В нем также используется 1,9-дюймовый экран, что является наиболее заметным изменением по сравнению с 1,1 дюйма в предыдущей модели. Это изменение в экране обложки позволяет пользователям загружать такие виджеты, как музыка, погода, будильник, таймер, диктофон, расписание на сегодня, Samsung Health и bluetooth.
Samsung Galaxy Z Flip 3 доступен в четырех цветах: Кремовый, Фантомный черный, Зеленый и Лавандовый.
Есть также цвета, эксклюзивные для Bespoke Edition: Серый, Белый, Розовый, Голубой и Желтый. Этот выпуск - сотрудничество с холодильником Bespoke от Samsung, который позволяет покупателям свободно настраивать цвета дверей холодильника. Следуя той же концепции, Samsung Galaxy Z Flip 3 Bespoke Edition также предоставляет услуги по подбору цвета. Покупатели могут смешивать и сочетать пять цветов для верхней и нижней частей телефона. В отличие от официального издания, в котором цвет шарнир меняется в зависимости от цвета телефона, цвет шарнира в Bespoke Edition ограничен серебристым и черным..

### Аппаратное обеспечение
Z Flip 3 оснащен 6,7-дюймовым 22:9 AMOLED дисплеем с поддержкой частоты обновления 120 Гц, а также поддержкой HDR10+. На экране имеется вырез для фронтальной камеры. На задней панели телефона расположен небольшой 1,9-дюймовый защитный экран, улучшенный по сравнению с 1,1-дюймовым защитным экраном оригинального Z Flip, который можно использовать для отображения времени, даты и состояния батареи, взаимодействия с уведомлениями, ответа на телефонные звонки и в качестве видоискателя. Телефон работает на базе Qualcomm Snapdragon 888, с 8 ГБ оперативной памяти LPDDR5 и 128 или 256 ГБ нерасширяемого UFS 3.1. Z Flip 3 оснащен тем же двойным аккумулятором емкостью 3300 mAh, который может быстро заряжаться через USB-C при мощности до 15 Вт или беспроводным способом через Qi при мощности до 10 Вт. Кнопка питания встроена в рамку и служит в качестве датчика отпечатков пальцев, а также для вызова панели уведомлений и запуска Samsung Pay, а регулятор громкости расположен над ней. Телефон оснащен тремя камерами: двойной задней камерой, широкоугольной камерой 12 Мп и ультраширокой камерой 12 Мп, а также фронтальной камерой 10 Мп. Z Flip 3 имеет класс водонепроницаемости IPX8, который, по утверждению Samsung, позволяет выдерживать погружение в воду на глубину 5 футов в течение 30 минут.

## Прием критиков
Samsung Galaxy Z Flip3 получил 83/100 от сайта Techspot Metascore. Techspot также опубликовал 9.2/10.0 пользовательских оценок продукта. Согласно Techspot, рецензенты положительно отозвались о цене телефона, водостойкости, 1,9-дюймовом экране с виджетами и высоком качестве основного экрана. Они также оставили положительные отзывы о дизайне и цвете продукта. С другой стороны, рецензенты оставили негативные комментарии о качестве камеры, толщине телефона в сложенном состоянии и относительно небольшом аккумуляторе. Они также ставили под сомнение долговечность экрана и потенциальные проблемы со сгибами. Проблема сгибов беспокоила многих пользователей, поскольку это был самый большой недостаток раскладного телефона. По мнению Сегана из PCMag, наличие складного телефона - это очень инновационно, но видеть складки не очень привлекательно. Технологический сайт Expertreviews прокомментировал, что на рынке складных телефонов наконец-то появился складной телефон, который стоит купить. Они поставили устройству оценку 5/5..
Негативные точки зрения критикуют, что они не находят необходимости в приобретении складного телефона. Алекс Перри из Mashable говорит, что Samsung Galaxy Z Flip3 может быть лучшим складным телефоном на рынке, но, несмотря на его качество, "ни за что на свете я не могу представить, что куплю его".

## Галерея

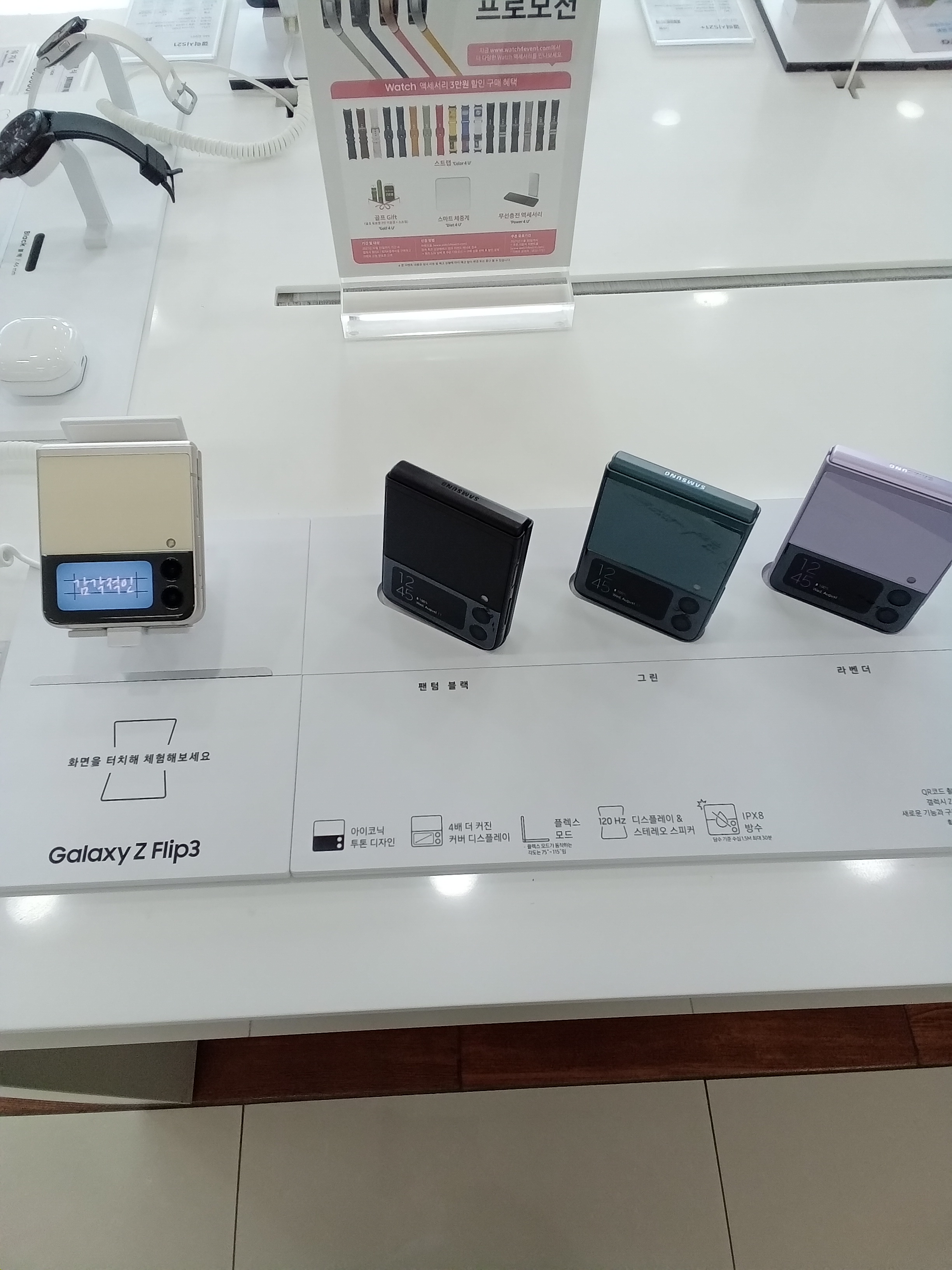
Samsung Galaxy Z Flip 3
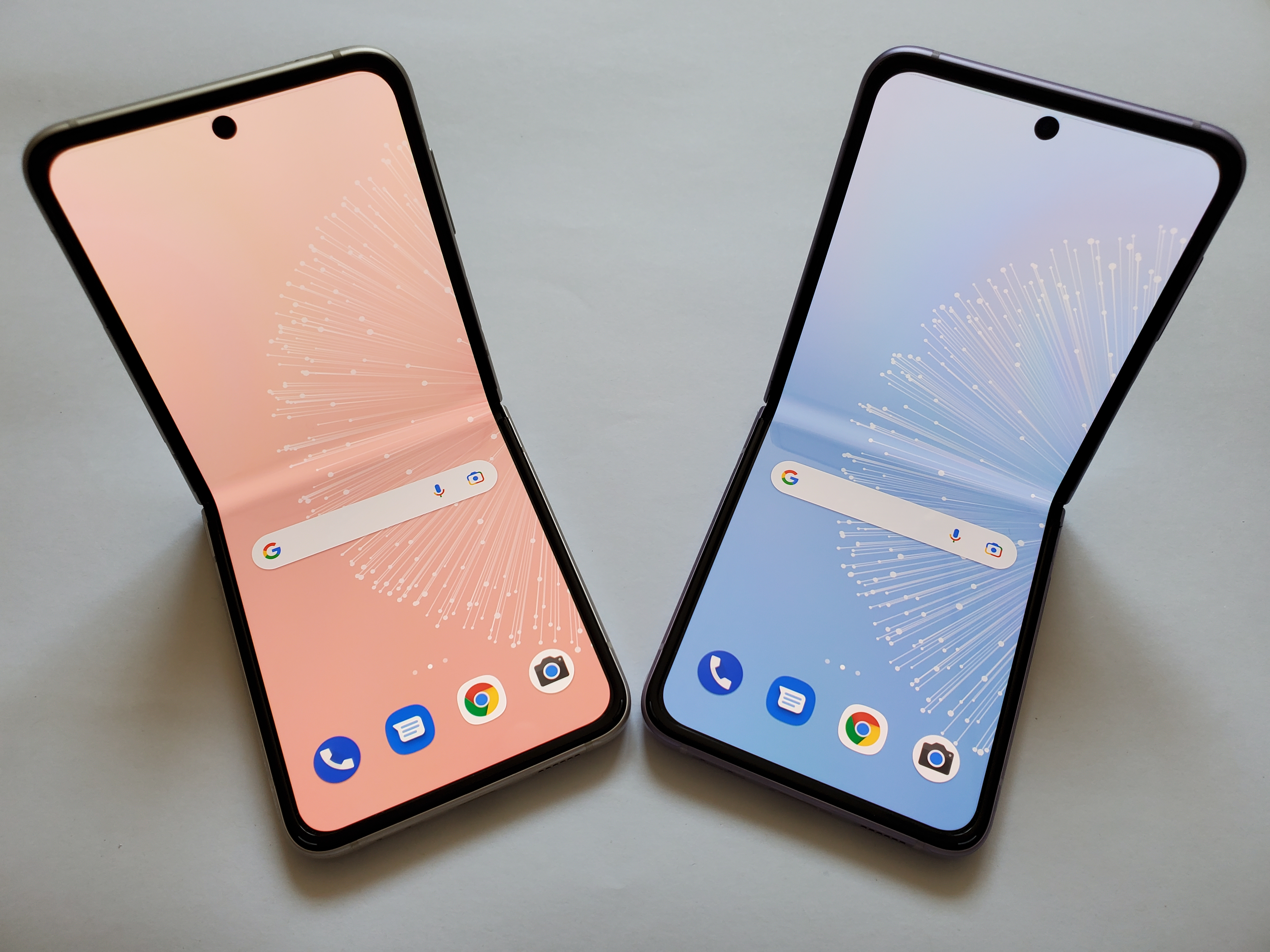
Samsung Galaxy Z Flip 3 (спереди)
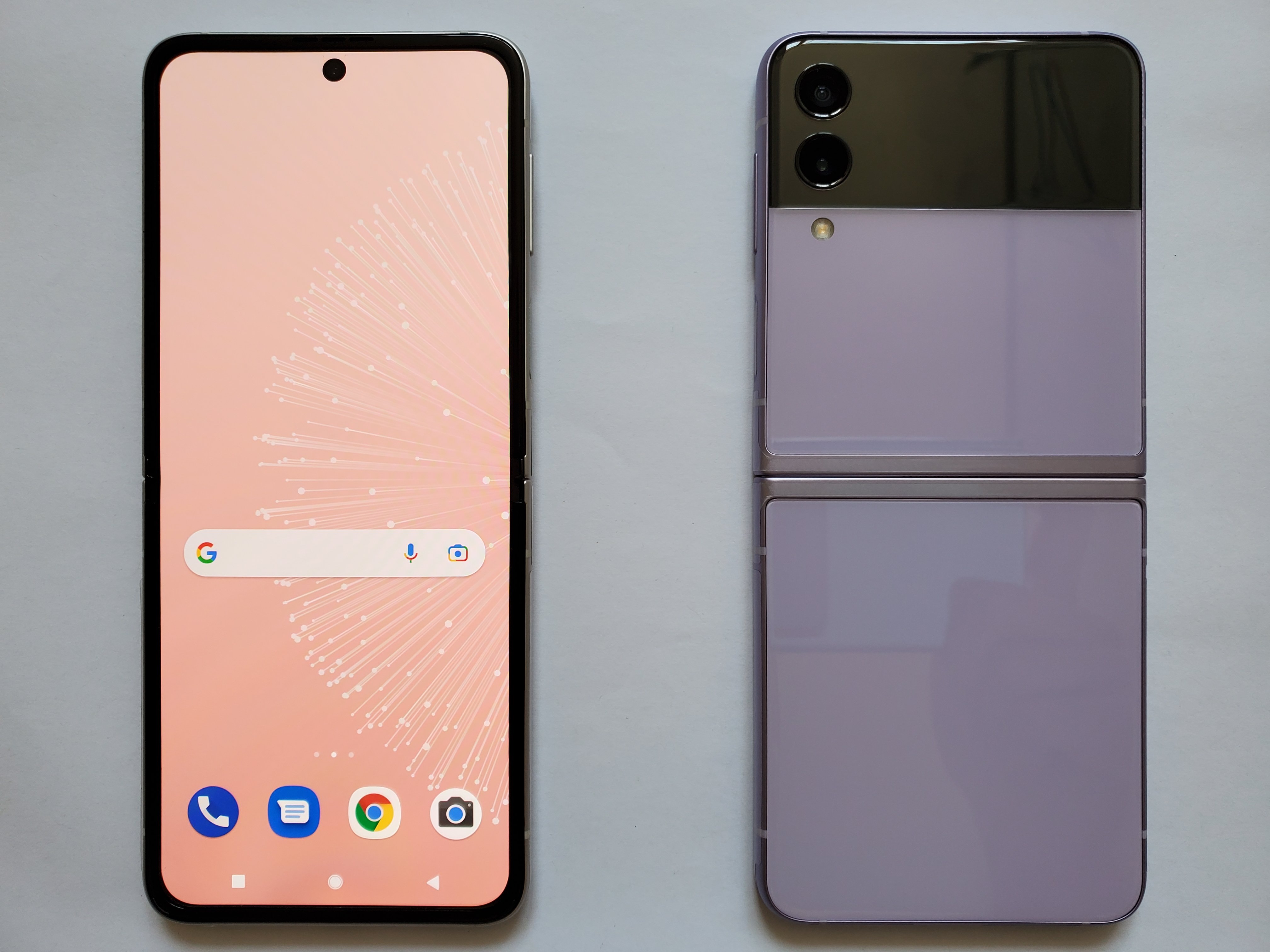
Samsung Galaxy Z Flip 3 (задняя панель)
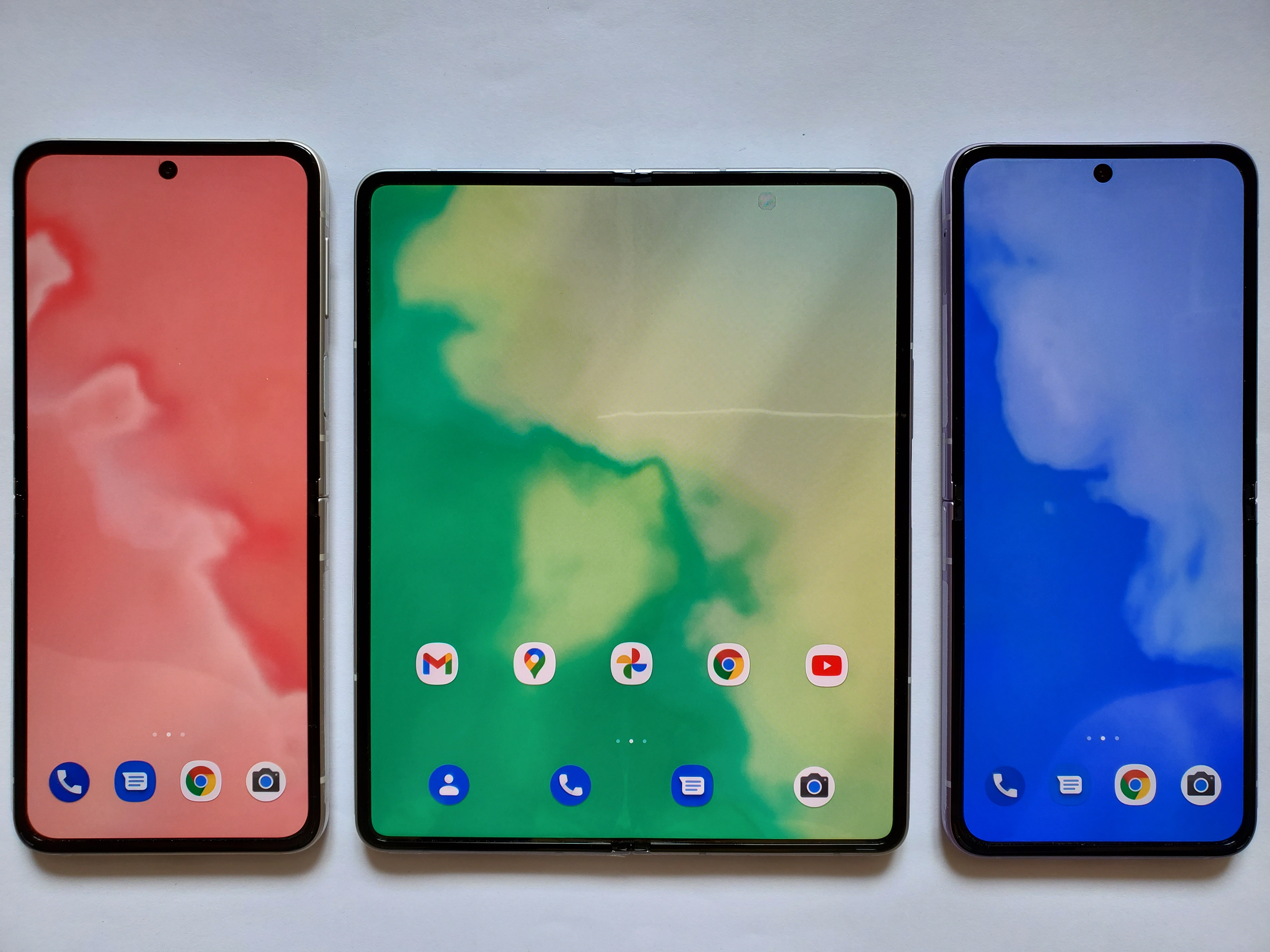
Samsung Galaxy Z Flip3 & Z Fold3
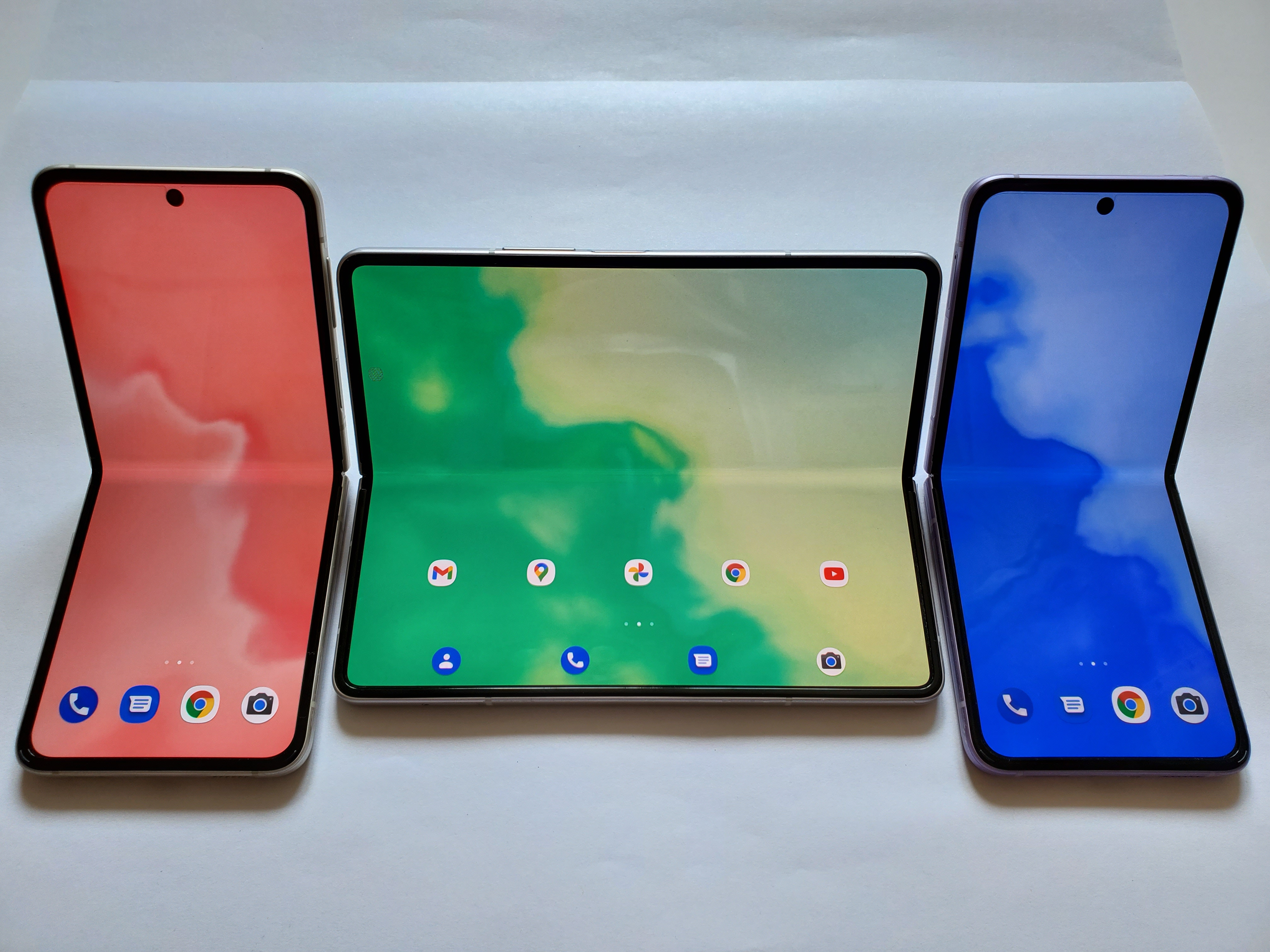
Samsung Galaxy Z Flip3 & Z Fold3

## Внешние ссылки
- samsung.com/ru/galaxy-hall-of-fame/galaxy-z-flip3/ — официальный сайт Samsung Galaxy Z Flip 3
- https://www.samsung.com/ru/smartphones/galaxy-z/ — Складные смартфоны Samsung Galaxy Z